# Дауд Абу аль-Фадл
Дауд Абу аль-Фадл (араб. Da'ud Abu al-Fadl також Давид бен-Соломон; 1161—1242) — придворний лікар з Каїра (Султанат Айюбідів) караїмського віросподідання, автор медичних творів.

## Біографія
Народився в 556 році мусульманської ери (1161 рік). Син якогось Соломона (бен-Соломон). Був учнем знаменитих лікарів Гібат-Аллаха бен-Джамі, лейб-медика султана Саладіна і окуліста Абул-Фада бен-аль-Наки, прозваного Аль-Мугаззіб.
Дауд був лейб-медиком єгипетського султана Аль-Малик аль-Абіл Абу-Бакр бен-аль-Аюба (1199—1218) і також лікарем-викладачем госпіталю Аль-Насара. Разом з ним там служив його друг і молодший товариш (а може бути, учень) Ібн Абу Усайбіа, автор знаменитого арабського твори «Історія лікарів». Останньому ми і зобов'язані всім, що відомо про Дауд. За словами Усайбіі, Дауд був одним з видатних лікарів свого часу, був ґрунтовно знайомий з теоретичної та практичної медициною і відрізнявся знанням і складових ліків, вірністю діагнозу і вмінням застосовувати належні цілющі засоби за вченням Галена.
Дауд помер понад 80-ти років від роду, майже втративши в старості зору .

## Праці
Згідно Ібн Абу Усайбії, Дауд Абу аль-Фадл — автор двох творів:
- 1) «Kitab Akrabazin» (Антидотарий, Antidotarium) — про складові ліках, які вживалися в госпіталях Єгипту, Сирії та Іраку і в аптеках; розділяється на 12 глав; рукописи в Оксфорді, Мюнхені та Каїрі; в цих рукописах твір названо «Destur al-Adawijat al-Murkakkabat», тобто «канон складових ліків». Цією працею користувався значною мірою єврейський лікар Абул-Муна аль-Кугін, або Аль-Гаруна, в Каїрі, в творі, складеному в 1259 р і там він називає його «Destur al-Bimaristan», тобто «канон госпіталю»;
- 2) «Taalich ala Kitab al-Alal wal-arad li-Dshalinus», тобто примітки до книги Галена про причини і симптоми хвороб.

Також Дауду Абу аль-Фадлу приписується невеликий твір, що складається в Оксфордської рукописи з 6-ти листів під назвою «Risalat al-Mudscharrabat», «книга дослідів». У цьому рукописі автор названий «Печатка лікарів, Давид лікар або мудрець»; але можливо, що це інший Давид.